# José María Argoitia
José María Argoitia Acha (Galdácano, Vizcaya, 18 de enero de 1940) es un exfutbolista español que se desempeñaba como delantero.

## Trayectoria
Se inició como futbolista en el CD Basconia, de donde pasó al Athletic Club en 1960. Debutó el 2 de octubre de 1960 en una derrota por 2-0 ante el Sevilla. En el equipo bilbaíno se consolidó, tras una breve paso por el Indauchu, formando una línea atacante muy popular al lado de Uriarte, Arieta II, Clemente y Rojo, con la que logró un título de Copa en 1969. En el equipo vizcaíno disputó 308 partidos, logrando 70 goles. Si bien su gol más importante lo anotó en Anfield ante el Liverpool, su gol más recordado se produjo el 17 de enero de 1971, ante la UD Las Palmas, conocido como el telegol. Este gol obligó a modificar una de las reglas sobre el fuera del juego por parte de la International Board.
En 1972 fichó por el Sestao SC, para después unirse al Racing de Santander, donde se retiró en 1973.
Posteriormente fue entrenador en las categorías inferiores del Athletic Club. También fue segundo entrenador del Athletic Club, en 2005, bajo las órdenes de José Luis Mendilibar. Tras el cese del técnico, pasó a ser representante institucional del club.

## Clubes
| Club                          | País   | Año       |
| ----------------------------- | ------ | --------- |
| C. D. Basconia                | España | 1957-1960 |
| Athletic Club                 | España | 1960-1972 |
| S. D. Indauchu                | España | 1962      |
| Sestao S. C.                  | España | 1972-1973 |
| Real Racing Club de Santander | España | 1973      |

## Palmarés

### Como jugador

#### Campeonatos nacionales
| Título                | Club          | País   | Año  |
| --------------------- | ------------- | ------ | ---- |
| Copa del Generalísimo | Athletic Club | España | 1969 |